# St.-Andreas-Kirche (Nehringen)

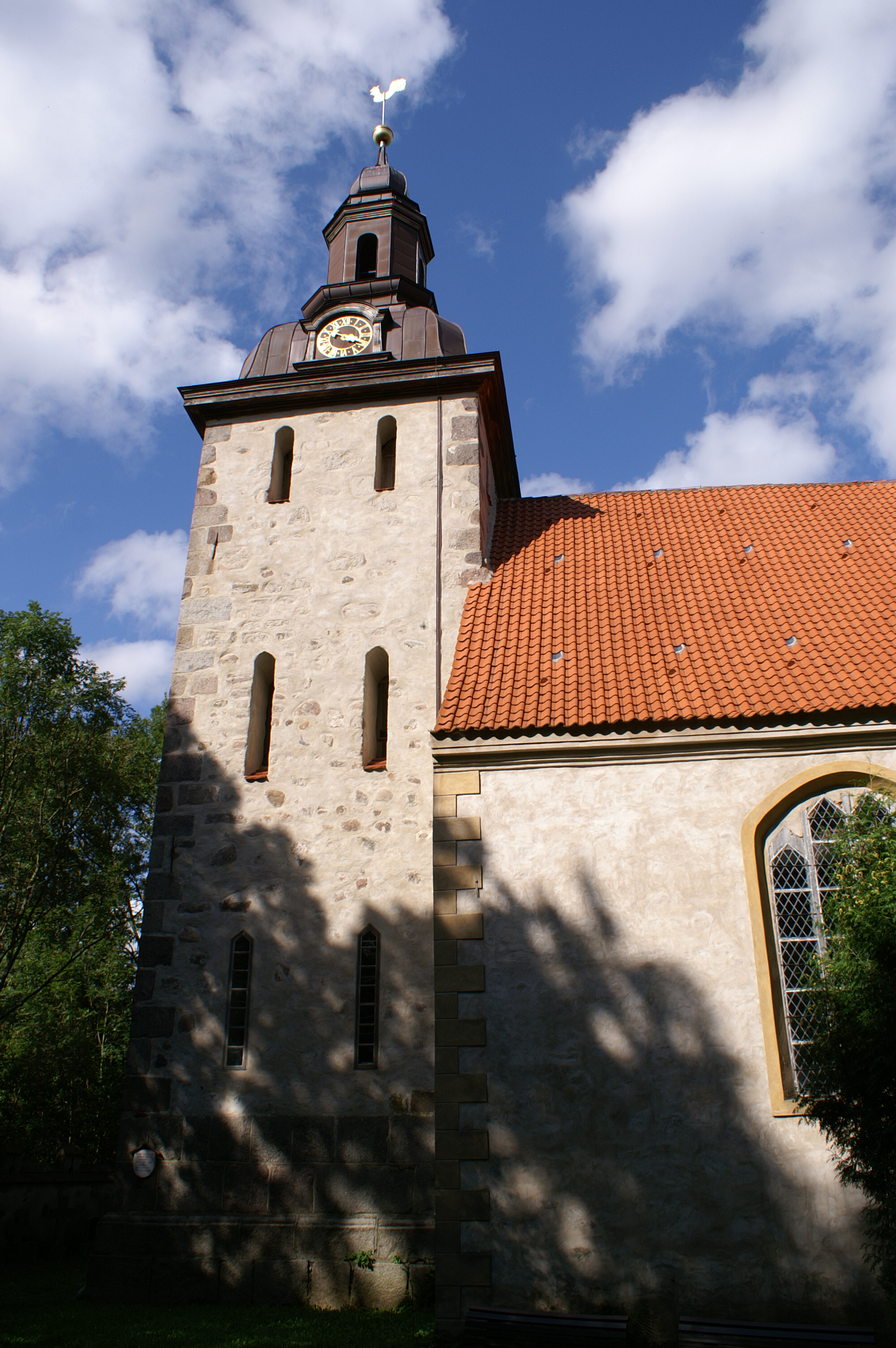
Südseite des Turmes

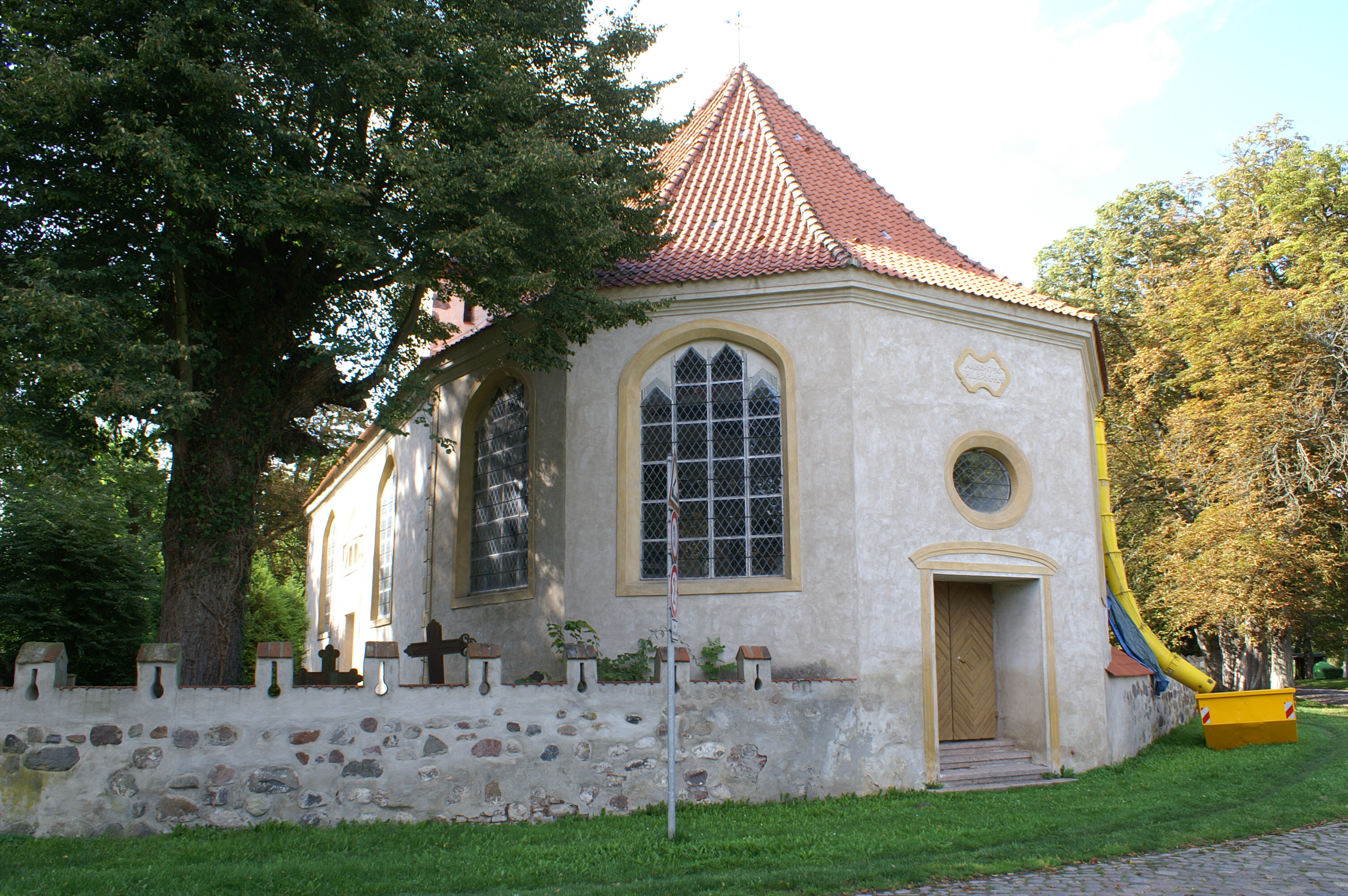
Chor, Friedhofsmauer mit Schlüsselschießscharten

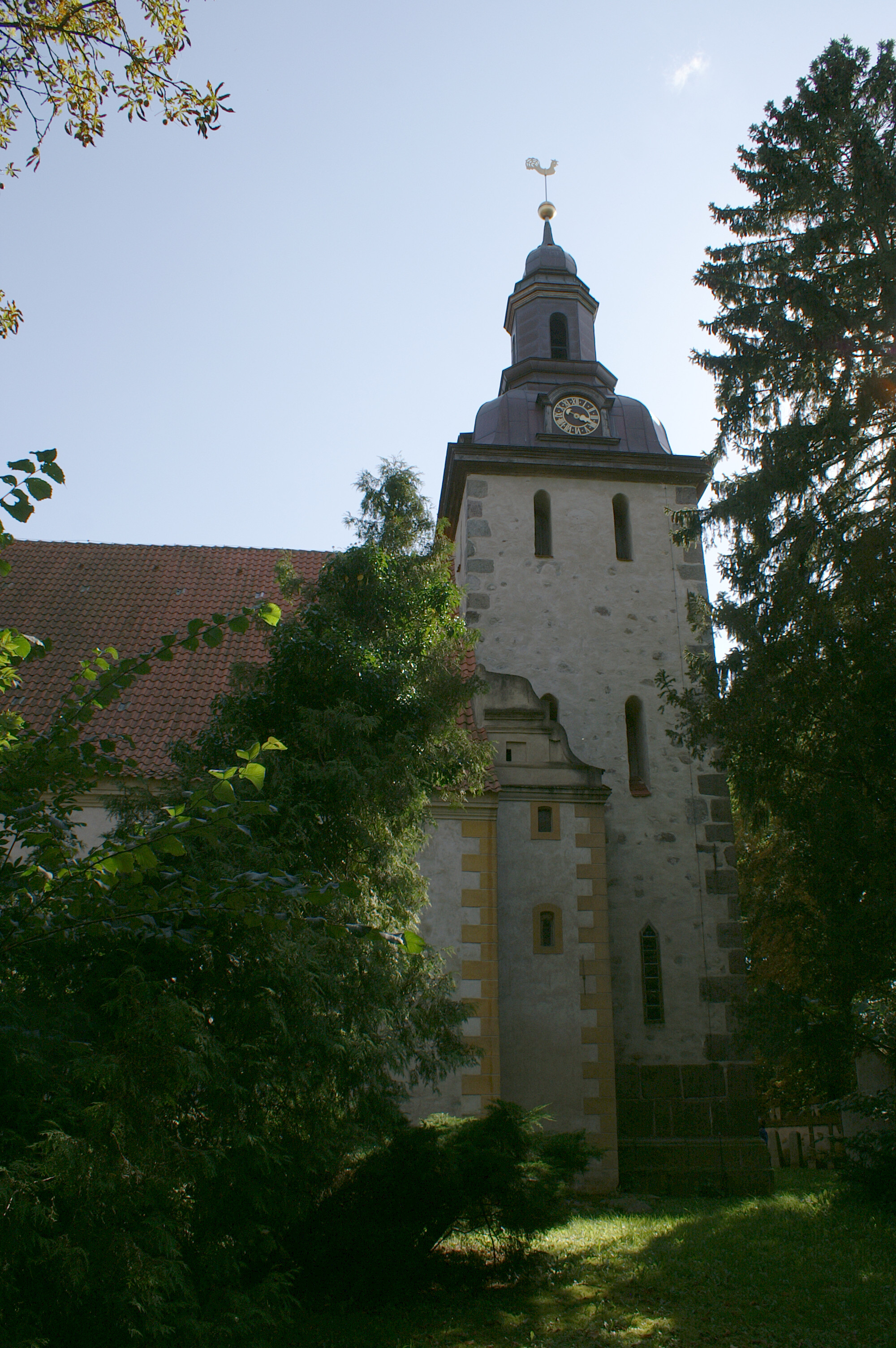
Nordseite des Turmes und Treppenturm

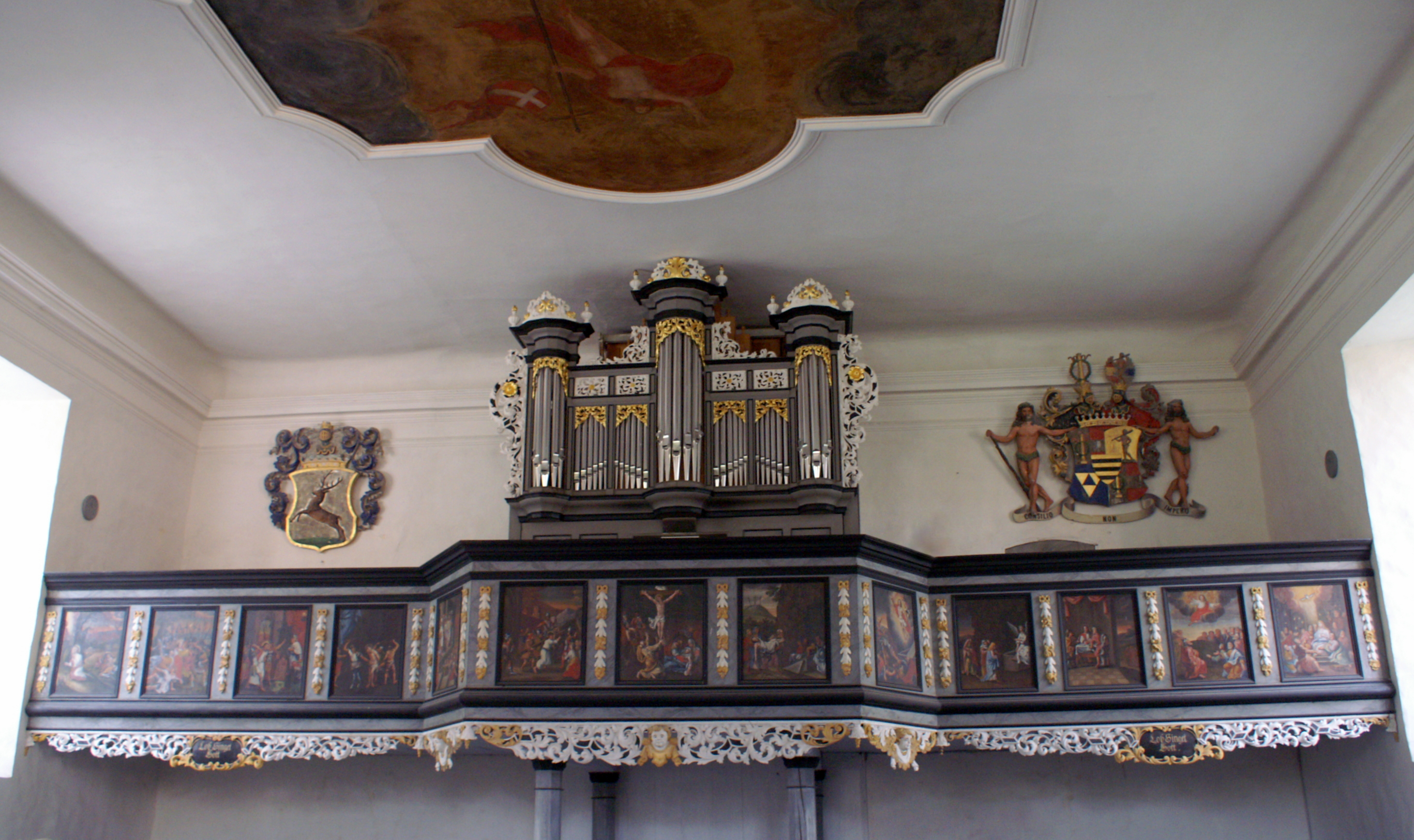
Orgel und Empore

Die Dorfkirche St. Andreas des Pommerschen Evangelischen Kirchenkreises im Grammendorfer Ortsteil Nehringen im Landkreis Vorpommern-Rügen ist ein barocker Kirchenbau aus der Schwedenzeit.

## Geschichte
Um 1350 wurde in Nehringen eine St.-Andreas-Kapelle geweiht. Diese wurde 1498 zur Pfarrkirche erweitert. Ende des 16. Jahrhunderts wurde die Kirche saniert; aus dieser Zeit stammt der im Stil der Renaissance gehaltene Altar mit Marmorreliefs.
In den Jahren 1721 bis 1726 wurde die Kirche für den Generalgouverneur für Schwedisch-Pommern, Johan August Meijerfeldt den Älteren, im Stil des Barock erweitert und ausgestattet. Der Westturm wurde 1744 anstelle eines älteren Turmes von 1598 errichtet. Weitere Instandsetzungsarbeiten fanden 1790 statt.
Nach dem Zweiten Weltkrieg begann der Verfall des Gebäudes. Zu DDR-Zeiten musste sie wegen Einsturzgefahr 1978 baupolizeilich gesperrt werden. Nachdem der Kreiskirchenrat 1984 beschlossen hatte, die Kirche aufzugeben, protestierte der Gemeindekirchenrat und bemühte sich anderweitig um Hilfe. Die Rettung der Kirche ist Verdienst des Nehringers Klaus-Jürgen Bergemann (* 1940), der einer alteingesessenen Nehringer Küster-Familie entstammt. Bergemann begann 1985 im Alleingang mit der Restaurierung der Kirche, wobei er finanziell durch die Kirchengemeinden Eckernförde-Borby und St. John’s in Chambersburg/Pennsylvania, USA, unterstützt wurde. Später bekam er auch Hilfe von der örtlichen LPG und der DDR-Denkmalpflege. Die restaurierte Kirche wurde am 21. Juni 1992 wieder eingeweiht. Bei dieser Gelegenheit erhielt Bergemann aus Anerkennung seiner Arbeit als erster Träger in Mecklenburg-Vorpommern das Bundesverdienstkreuz.
Am 21. Juni 1992 wurde die Wiedereinweihung der Kirche gefeiert. Die Sanierung des Turmes erfolgte in den Jahren 1997 und 1998.

## Architektur
Die Kirche ist ein verputzter Backsteinsaal. Die barocken Formen und der polygonale Abschluss des Chores stammen aus dem 18. Jahrhundert. An den Ecken weist das Kirchenschiff Putzquaderung auf. Der quadratische Westturm wurde aus Feldsteinen mit Granitquadersockel errichtet. Der Turm besitzt eine Haube mit Kupferdeckung und offener Laterne. An der nördlichen Westseite des Kirchenschiffes befindet sich ein Treppenturm mit halbem Volutengiebel.

## Ausstattung
Das bedeutendste Stück der Kirchenausstattung ist der Renaissancealtar von 1598 mit Marmorreliefs italienischer Schule, die unter anderem die Aufrichtung der Ehernen Schlange, den Sündenfall und die Auferstehung darstellen. Altar, verglaster Beichtstuhl, Kanzel und Patronatsloge sind mit Schnitzereien ausgestattet. Neben zwei Tafelgemälden mit Abbildungen der Kreuzigung und des Jüngsten Gerichts besitzt die Kirche eine verputzte Bretterdecke von 1720 mit Gemälden der Anbetung und Himmelfahrt Christi.

### Orgel
Die 1994 durch die Firma Sauer restaurierte Orgel aus dem Jahr 1869 wurde vom Stralsunder Orgelbauer Friedrich Albert Mehmel geschaffen. Sie verfügt über 13 Register auf zwei Manualen und Pedal.
Disposition:
| I Manual                    |     |  |
| Bordun                      | 16′ |  |
| Prinzipal                   | 8′  |  |
| Gedackt                     | 8′  |  |
| Viola di Gemba              | 8′  |  |
| Oktave                      | 4′  |  |
| Rohrflöte                   | 4′  |  |
| Progressiv harmonica II–III |     |  |

| II Manual (schwellbar) |    |  |
| Geigenprinzipal        | 8′ |  |
| Flauto amabile         | 8′ |  |
| Flauto amabile         | 4′ |  |

| Pedal           |     |  |
| Subbass (aus I) | 16′ |  |
| Gedacktbass     | 8′  |  |
| Violon (aus I)  | 8′  |  |

- Koppeln: Manualkoppel, Pedalkoppel.

Die Orgelempore ist mit Schnitzereien und einem gemalten Passionszyklus verziert.